# Сан-Бернардіно (округ)
Шаблон:StateAbbr_ 34°50′ пн. ш. 116°11′ зх. д. / 34.83° пн. ш. 116.19° зх. д.
Округ Сан-Бернардіно (англ. San Bernardino County) — округ у штаті Каліфорнія, США. Ідентифікатор округу 06071.

## Історія
Округ утворений 1853 року.

## Демографія
За даними перепису
2000 року
загальне населення округу становило 1709434 осіб, зокрема міського населення було 1612233, а сільського — 97201.
Серед мешканців округу чоловіків було 853024, а жінок — 856410. В окрузі було 528594 домогосподарства, 404327 родин, які мешкали в 601369 будинках.
Середній розмір родини становив 3,58.
Віковий розподіл населення поданий у таблиці:
| Стать    | До 15 років | 15-21  | 22-29 | 30-39  | 40-49  | 50-65  | 65-85 | Понад 85 |
| -------- | ----------- | ------ | ----- | ------ | ------ | ------ | ----- | -------- |
| Чоловіки | 238124      | 100874 | 96398 | 131679 | 122055 | 101940 | 57145 | 4809     |
| Жінки    | 227014      | 91392  | 91803 | 132592 | 124252 | 104852 | 74064 | 10441    |

## Гідрографія
В західній частині округу розташовано водосховище Біг-Бер.

## Виноски
1. ↑  U.S. Decennial Census. United States Census Bureau. Процитовано 4 жовтня 2015.
2. ↑  Historical Census Browser. University of Virginia Library. Архів оригіналу за 11 серпня 2012. Процитовано 4 жовтня 2015.
3. ↑  Forstall, Richard L., ред. (27 березня 1995). Population of Counties by Decennial Census: 1900 to 1990. United States Census Bureau. Процитовано 4 жовтня 2015.
4. ↑  Census 2000 PHC-T-4. Ranking Tables for Counties: 1990 and 2000 (PDF). United States Census Bureau. 2 квітня 2001. Процитовано 4 жовтня 2015.
5. ↑  State & County QuickFacts. United States Census Bureau. Архів оригіналу за 14 липня 2011. Процитовано 29 травня 2014. [Архівовано 2011-07-14 у Wayback Machine.](англ.) Наведено за англійською вікіпедією.
6. ↑  American FactFinder. Бюро перепису населення США. Архів оригіналу за 26 лютого 2012. Процитовано 31 січня 2008. [Архівовано 2008-05-21 у Wayback Machine.]
7. ↑  Big Bear Lake California History — History of Big Bear Lake

| США | Це незавершена стаття з географії США. Ви можете допомогти проєкту, виправивши або дописавши її. |